# Вансуан
Вансуан (в'єт. Vạn Xuân, дос. «десять тисяч весен», кит.: 萬春) — історичне в'єтнамське королівство, яке існувало з 544 по 602 рік на території сучасного північного В'єтнаму з центром у дельті Червоної річки. Династія, яка правила країною, відома як Рання Лі.
VI ст. було важливим етапом у політичній еволюції В'єтнаму до незалежності (на той момент — від Китаю). У цей період в'єтнамська аристократія, зберігаючи китайські політичні та культурні форми, ставала все більш незалежною від Китаю. У той же час серед місцевого населення виникли лідери, які претендували на владу на основі в'єтнамських королівських традицій. Серія невдалих повстань наприкінці VI та на початку VII ст. підживлювала національну самосвідомість. Лі Бі (Лі Нам Де), засновник династії, сам походив із китайської родини, яка втекла до дельти Червоної річки під час періоду династичних заворушень у I ст. н. е..
У 544 році Лі Бі переміг династію Лян, проголосивши себе імператором Намв'єту та облаштував імператорський двір у Лонгб'єні (нині район Ханоя).. Свою новоутворену незалежну державу він назвав Вансуан.

## Опір протиЛян
У 545 році імператор У династії Лян послав війська, щоб відвоювати регіон. У 546 році фортеця Зянінь (в'єт. Gia Ninh) пала, Лі Бі та його армії довелось втікти в гори та почали партизанську війну проти загарбника. Одночасно у дельті Червоної річки повстанці на чолі із ватажком Ч'єу Куанг Фуком (в'єт. Triệu Quang Phục) (в'єт. Triệu Việt Vương) робили раптові набіги на армію Лян, кожен раз ховаючись у своїй схованці посеред лабіринту каналів на болотах річкової дельти.
Після вбивства Лі Нам Де у 547 році його старший брат Лі Тхієн Бао (в'єт. Lý Thiên Bảo) став фактичним правителем Вансуана. Лі Тхієн Бао помер від хвороби в 555 році і не залишив спадкоємців, що спонукало військових, чиновників і широкі верстви населення обрати Ч'єу Куанг Фука правителем. З іншого боку, члени сім'ї Лі стверджували, що законне лідерство повинно підтримуватися через традиційну спадковість.
Не зважаючи на всі зусилля, китайці не змогли подолати опір Ч'єу В'єт Вионга. Саме у той час навички та війська китайського генерала Чень Басяня потрібні були на його батьківщині, щоб придушити повстання Хоу Цзіна, і в 557 році для Вансуана настав короткочасний спокій.

## Громадянська війна
Невдовзі після смерті Лі Тхієн Бао, його двоюрідний брат Лі Фат Ти висунув претензії на імператорський трон і кинув виклик Ч'єу Куанг Фуку, що спричинило громадянську війну. Остерігаючись вступу у внутрішню боротьбу, яка лише розчарує людей, Ч'єу В'єт Вионг домовляється про мир — землі північніше Лонгб'єна належатимуть Лі Фат Ти, на південь від Лонгб'єна — відходять Ч'єу В'єт Вионгу.
У 571 році Лі Фат Ти порушив перемир'я, зненацька напавши на володіння Ч'єу Куанг Фука, і переміг його. Його столицю розграбували та спалили війська Лі Фат Ти, однак йому самому вдалося втекти, але згодом покінчив життя самогубством. Сили і території Ч'єу Куанг Фука, що залишилися, були включені до володінь Лі Фат Ти.

## Вторгнення Суй
Нова династія Суй перемогла династію Чень у 589 році, об'єднавши Китай. Імператор Вень-ді послав гонця у Вансуан, вимагаючи від Лі Фат Ти підкоритися як васальна держава, але Лі відмовився. Вень-ді наказав генералу Лю Фану вторгтися у Вансуан на чолі арміі у 100 000 військ. У 602 році імператор Лі Фат Ту підкорився Суй, поклавши початок відновленню китайського панування у В'єтнамі.